# Milesia polystichi-vestiti
Milesia polystichi-vestiti är en svampart som beskrevs av McKenzie 2008. Milesia polystichi-vestiti ingår i släktet Milesia och familjen Pucciniastraceae.   Inga underarter finns listade i Catalogue of Life.